# Aris Salònica FC
|  | Aquest article tracta sobre la secció de futbol de l'Aris. Vegeu-ne altres significats a «Atlitikos Sillogos Aris». |

L'Aris Salònica FC és la secció de futbol de l'Atlitikos Sillogos Aris, a la ciutat de Salònica, Grècia.

## Història
L'AS Aris va ser fundat el 25 de març de 1914 a Salònica. El seu nom prové del déu grec de la guerra Ares. Els seus colors, el groc i el negre són un record de l'Imperi Romà d'Orient.
L'any 1923 guanyà el seu primer títol, el campionat de Salònica, on amb 13 triomfs és el club que més n'ha guanyat. El seu primer campionat grec el guanyà el 1928, repetint tres anys més tard, el 1931. Amb la seva tercera lliga el 1946, s'inicià una època de sequera de títols que no es trencà fins a la victòria a la copa grega de l'any 1970.

## Palmarès
- 3 Lliga grega de futbol: (1928, 1931, 1946)
- 1 Copa grega de futbol: (1970)
- 13 Campionat de Salònica: (1923, 1924, 1926, 1928, 1929, 1930, 1931, 1934, 1938, 1946, 1949, 1953, 1959)

## Jugadors destacats
Categoria principal: Futbolistes de l'Aris Salònica FC
- Kleanthis Vikelides
- Dinos Küis
- Alketas Panagoulias
- Alexandros Alexiades
- Giorgos Semertzidis
- Giorgos Foiros
- Traianós Del·las
- Ànguelos Kharisteas